# Сайто, Морихиро
Морихиро Сайто (яп. 斉藤(齋藤)守弘 Сайто: Морихиро, 31 марта 1928, префектура Ибараки, Япония, — 13 мая 2002, Ивама, Япония) — мастер айкидо, обладатель 9-го дана Айкикай. Имя, полученное при рождении, — Сайто Моридзо (яп. 斉藤森造). Морихиро — имя, данное основателем айкидо Морихэем Уэсибой.

## Биография
В молодые годы сэнсэй Сайто работал на японской железной дороге. Начал изучать айкидо в 1946 году. Ранее он занимался кэндо, карате и дзюдо. Морихиро Сайто оставался ути-дэси О-Сэнсэя самое продолжительное время — 23 года. Своё имя Морихиро он получил от О-сэнсэя, в соответствии с японской традицией, когда ученик берёт имя учителя. С 1946 по 1969 год Сайто был помощником О-сэнсэя практически во всём — от организационных дел и тренировок до личной жизни. Жена Морихиро Сайто также постоянно во всём помогала жене Морихэя Уэсибы. В знак признательности Морихиро Сайто получил в подарок от Основателя земельный участок по соседству с домом О-Сэнсэя, на котором построил свой дом. Перед своей смертью Морихэй Уэсиба назначил его ответственным за преподавание в додзё Ивама, а также смотрителем местного святилища Айки. Стиль айкидо, который Морихиро Сайто преподавал в Иваме, он назвал Ивама-рю. Сайто возглавлял додзё Ибараки в Ивама вплоть до своей смерти в 2002 году в возрасте 74 лет.